# Thú nuôi ảo
Thú nuôi ảo (còn gọi là thú nuôi số, thú nuôi điện tử, thú nuôi nhân tạo hoặc mô phỏng nuôi thú) là một kiểu bạn đồng hành nhân tạo. Chúng thường được dùng để bầu bạn hoặc tiêu khiển. Mọi người có thể giữ thú nuôi ảo thay thế cho thú cưng thực sự. Cyberpet và Tamagotchi là những đại diện cho thú cưng kỹ thuật số phổ biến đầu tiên.
Vật nuôi kỹ thuật số không có dạng vật chất cụ thể nào ngoài phần cứng mà chúng chạy trên đó. Tương tác với vật nuôi ảo có thể có hoặc không theo mục tiêu cụ thể nào. Nếu có, thì người chơi phải giữ cho nó tồn tại lâu nhất có thể và thường xuyên giúp nó phát triển thành các dạng cao hơn. Để giữ cho vật nuôi sống và phát triển thì thường yêu cầu phải cho ăn, chải chuốt và chơi với vật nuôi. Một số vật nuôi kỹ thuật số không chỉ cần thức ăn để giữ cho chúng sống. Chúng còn cần sự tương tác hàng ngày như chơi trò chơi, vuốt ve ảo, cung cấp tình yêu và sự thừa nhận có thể giúp thú cưng ảo của bạn hạnh phúc và phát triển khỏe mạnh.
Thú ảo có thể mô phỏng động vật thực, như trong loạt Petz hoặc những con vật giả tưởng, như loạt Tamagotchi hoặc Digimon. Không giống như mô phỏng sinh học, vật nuôi thường không sinh sản.

## Các kiểu thú nuôi ảo

### Thú nuôi ảo dựa trên trang web

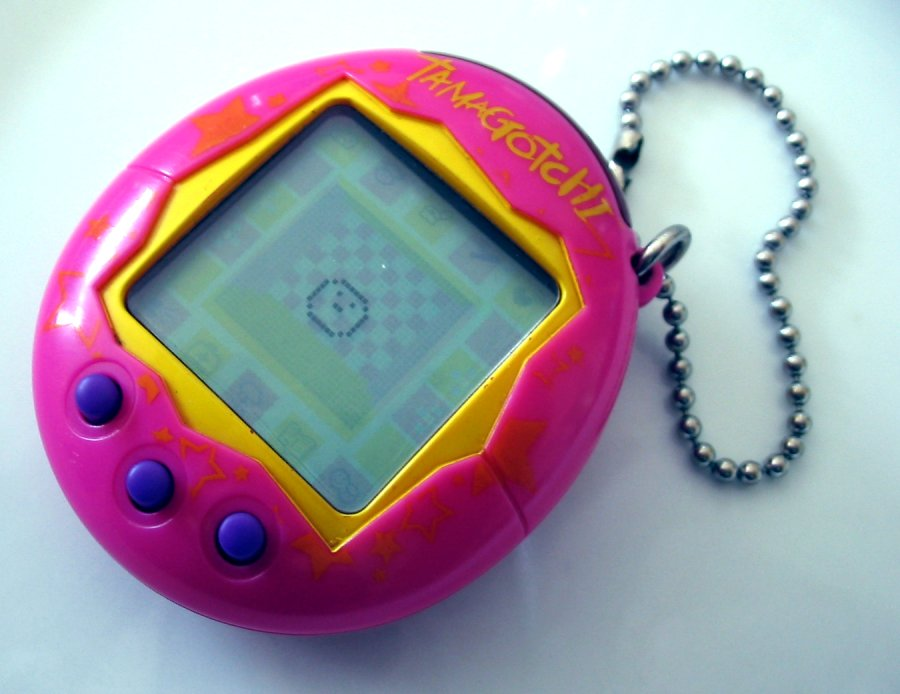
Trò chơi Tamagotchi

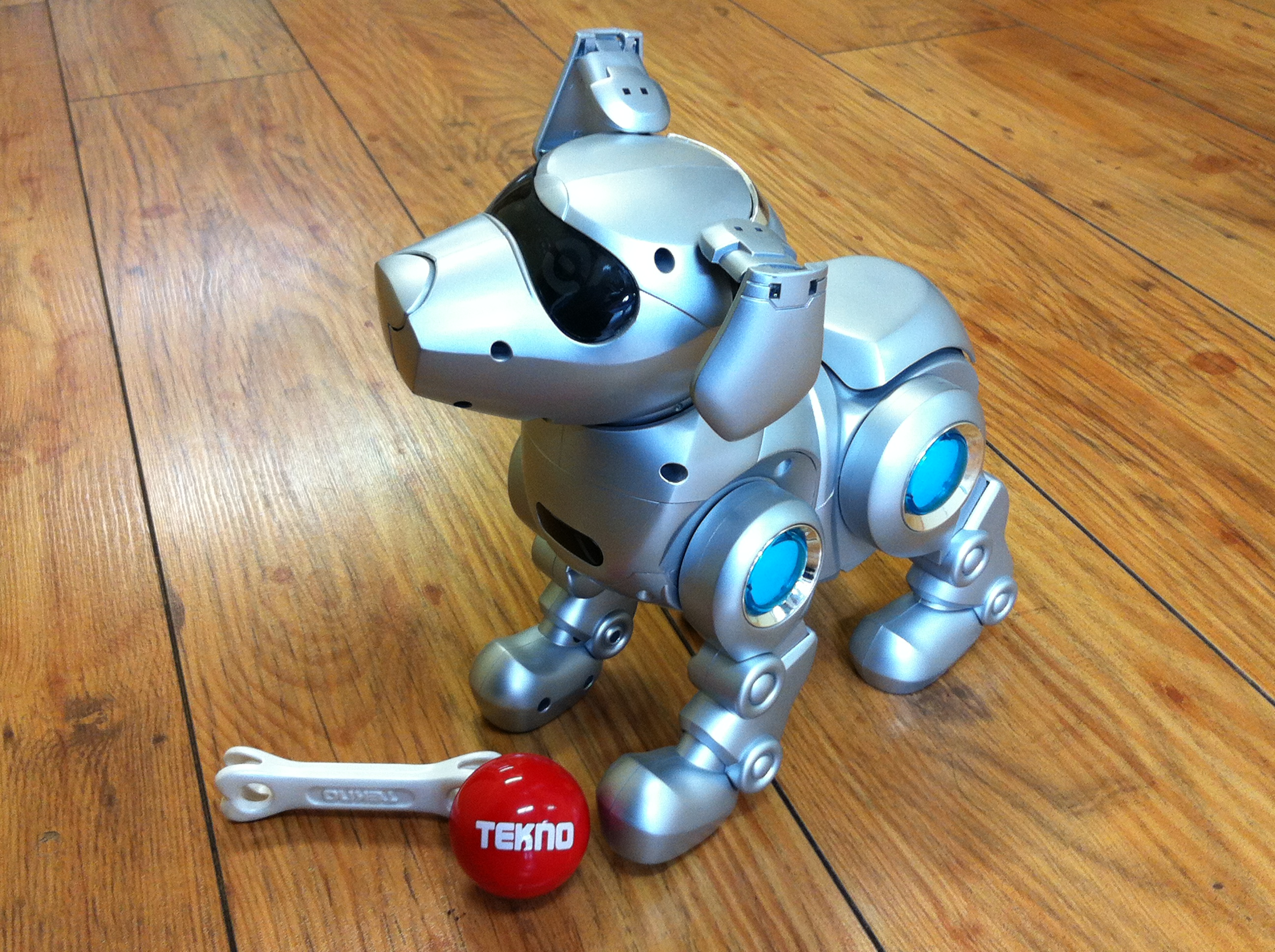
Chó điện tử Tekno của hãng ToyQuest

Các trang web thú nuôi ảo thường được chơi miễn phí và dành cho tất cả những ai đăng ký. Họ có thể truy cập thông qua trình duyệt web và thường bao gồm một cộng đồng ảo, chẳng hạn như Neopia trên Neopets. Trong thế giới này, người dùng có thể chơi game để kiếm tiền ảo dùng để chi trả vào các vật phẩm và thức ăn cho thú nuôi. Một nhánh lớn của dạng game thú nuôi ảo là trò chơi mô phỏng ngựa.
Một số trang web thường nuôi thú cưng để đưa vào một trang web và sử dụng cho việc nhập vai trong các phòng chat. Họ thường yêu cầu nhận nuôi để có một trang đã sẵn sàng cho thú cưng của họ. Đôi khi họ có một thiết lập cho việc nhân giống vật nuôi của một người và sau đó nhận nuôi chúng. Hầu hết các trang web sử dụng nhiệm vụ để cho người dùng kiếm điểm và nhận vật phẩm. Một số nhiệm vụ có thể cung cấp điểm trạng thái cho thú nuôi của người dùng khi họ đang chiến đấu. Những trang web như vậy sử dụng các nhiệm vụ cho một nền tảng chính trên trang web là Neopets. Những trang web này và vô số nhân bản khác, có một hình ảnh phi động lực duy nhất cho mỗi thú nuôi và màu sắc khác nhau của nó, dẫn đến rất nhiều điểm giống nhau trong các con thú nuôi.
Ngoài ra còn có "các trang web mô phỏng" cố gắng mô phỏng việc rèn luyện ngoài đời thực tế, chẳng hạn như huấn luyện ngựa hoặc chó nòi. Thường các trang web cũng sẽ có một khía cạnh gây giống, bao gồm cả di truyền và đặc trưng. Các trang web mô phỏng khác thì chỉ tập trung chủ yếu vào đặc tính. Một số trang đã thực hiện với khía cạnh hiển thị và tạo ra một hình ảnh tuyệt vời hoặc website hài hước, dựa trên việc huấn luyện hoặc sinh vật không tồn tại.  Một ví dụ của việc này là Woolly Hooves, một game mô phỏng cho phép người chơi lấy được loại nguyên tố llama rất riêng của mình, và tiếp tục lặn lội, khám phá và hoàn thành các nhiệm vụ đơn ít khách quan hơn so với một số trang web trong một thế giới kỳ lạ nhưng đáng yêu. Một vài trang web nhiều hơn với một thể loại tương tự bao gồm Mweor, Khimeros, Aywas, Wajas, Tygras, The Dragon Empire và nhiều hơn nữa.

### Thú nuôi ảo dựa trên phần mềm
Có rất nhiều trò chơi điện tử tập trung vào việc chăm sóc, nuôi dưỡng, nhân giống, triển lãm động vật được mô phỏng. Những game này được mô tả như là một phân nhánh của dạng game mô phỏng đời sống. Kể từ khi khả năng tính toán của máy tính mạnh hơn với các trang web hoặc tiện ích dành cho thú nuôi ảo, chúng thường có khả năng để đạt được một mức độ cao hơn về mặt hiệu ứng hình ảnh và tương tác. Mô phỏng thú nuôi lại thiếu một điều kiện chiến thắng hoặc thách thức, và có thể được phân loại như đồ chơi phần mềm.
Thú nuôi có khả năng tự học hỏi để làm một loạt các nhiệm vụ. "Chất lượng tốt của trí thông minh này giúp phân biệt thú nuôi nhân tạo từ các loại khác của dạng sống A, trong đó các cá nhân có những quy tắc đơn giản mà dân số đóng vai trò như một tổng thể phát triển các đặc tính nổi bật". Đối với thú nuôi nhân tạo, hành vi của chúng thường được "lập trình sẵn và không thực sự nổi trội" một cách điển hình.
Bạn ảo trên màn hình là một con vật cưng ảo có thể tải xuống, tạo ra một hình ảnh động nhỏ đi quanh màn hình máy tính và trên các màn hình đang mở một cách khó lường. Mỗi vật nuôi là một hình ảnh động nhỏ của một con vật (chẳng hạn như cừu hoặc ếch, hoặc trong một số trường hợp là con người hoặc nắp chai) có thể được tương tác bằng cách nhấp vào hoặc kéo để nâng vật nuôi lên như thể bạn đang nhặt nó lên. Hầu hết các thú ảo trên cùng màn hình đều được tải xuống miễn phí và sử dụng cho mục đích giải trí.

## Lịch sử phát triển
PF Magic đã phát hành tựa game thú nuôi ảo nổi tiếng khắp nơi đầu tiên vào năm 1995 với Dogz, theo sau là Catz vào mùa xuân năm 1996, cuối cùng trở thành một thương hiệu được biết đến dưới tên gọi Petz. Các thú nuôi ảo trở nên phổ biến hơn nữa khi Tamagotchi và Digimon ra mắt vào năm 1996 và 1997.
Những vật nuôi kỹ thuật số như Tamagotchi và Digimon là một mốt thịnh hành trên khắp Nhật Bản, Hoa Kỳ và Anh vào cuối thập niên 1990. Ngày nay, cũng có "Vật nuôi kỹ thuật số" có cơ thể robot vật lý, được gọi là Ludobots hoặc robot Giải trí.

## Tranh cãi

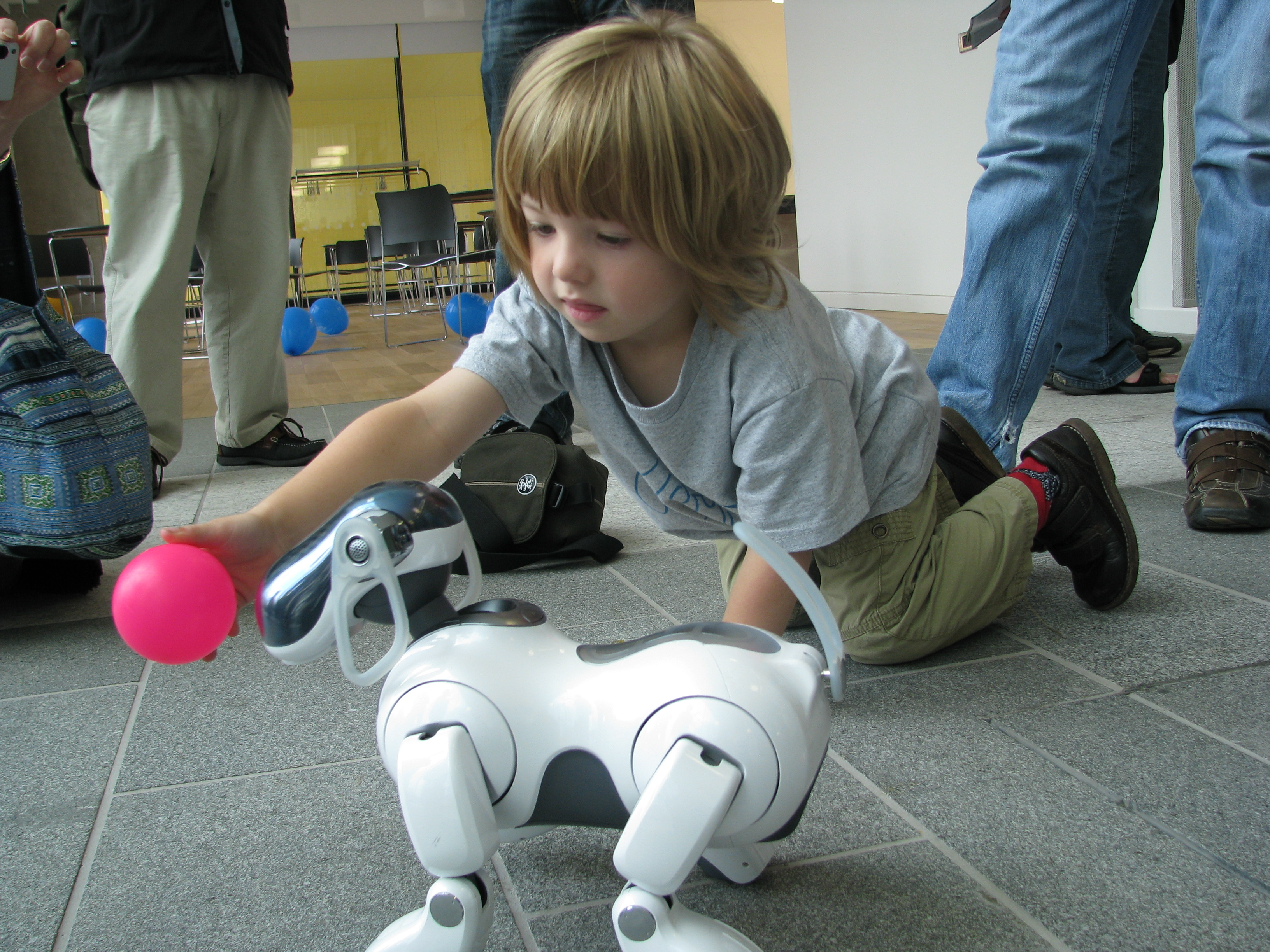
Trẻ em chơi với chó điện tử Aibo của hãng Sony

Sự phổ biến của thú nuôi ảo tại Mỹ và các nhu cầu liên tục về sự chú ý đến những thú nuôi đòi hỏi, dẫn đến chúng bị cấm từ các trường học trên cả nước, một động thái đã đẩy nhanh sự suy giảm mức độ phổ biến của thú nuôi ảo.
Bìa quyển tạp chí Mad Magazine trong số báo 362 tháng 10 năm 1997 cho thấy một khẩu súng đang chỉa vào một con thú nuôi ảo với khuôn mặt của Alfred E. Neuman và hàng chữ "Nếu bạn không mua quyển tạp chí này, chúng tôi sẽ giết con thú ảo!" được minh họa bởi Mark Fredrickson, trang bìa là bắt chước nhại lại bìa số tháng 1 năm 1973 của tờ National Lampoon miêu tả một khẩu súng nhắm vào đầu một chú chó thật cùng hàng chữ "Nếu bạn không mua tờ tạp chí này, chúng tôi sẽ giết con chó."

### Thú nuôi ảo thay thế thú nuôi thật
Một số người cho rằng thú nuôi ảo có lợi thế vì một số lý do. Như một con thú nuôi ảo thế chỗ của một con vật cưng thực đảm bảo thú nuôi thực tế không phải chịu đau khổ, và nó được huấn luyện một cách đảm bảo trước khi nhận nuôi một con thú cưng thực. PETA đã gợi ý rằng động vật robot có thể giúp mọi người nhận ra là họ sẽ không phải bị ràng buộc trong việc chăm sóc động vật thực. Một lập luận có sức thuyết phục là những con thú nuôi ảo có thể thay thế thành công một con thú cưng thật đối với trẻ em không thể chăm sóc cho một con vật nuôi thật, chẳng hạn như những người bị dị ứng.

### Mối quan hệ với thú nuôi ảo
Có rất nhiều nghiên cứu liên quan đến mối quan hệ giữa thú nuôi ảo và chủ sở hữu của chúng, và những tác động đến cảm xúc của mọi người. Ví dụ, Furby ảnh hưởng đến cách mọi người nghĩ về danh tính của họ, và nhiều trẻ em nghĩ rằng Furby đang sống theo "bản tính kiểu Furby" trong nghiên cứu của Sherry Turkle.

## Đặc điểm chung của thú nuôi ảo
Có nhiều đặc điểm chung giữa những thú nuôi ảo khác nhau, một số trong đó được sử dụng để cung cấp một cảm giác thực tế cho người dùng (ví dụ như phản ứng của vật nuôi khi "chạm vào") và một số để tăng cường lối chơi (như huấn luyện).

### Giao tiếp với thú nuôi ảo
Với công nghệ làm game ngày càng tiên tiến, thú nuôi ảo hiện đại nhất không hiển thị một hộp thông báo hoặc biểu tượng để hiển thị biến số nội bộ của vật nuôi, trạng thái sức khỏe hoặc cảm xúc giống như thế hệ trước đây (như Tamagotchi). Thay vào đó, người dùng chỉ có thể hiểu được thú nuôi bằng cách thể hiện hành động, ngôn ngữ cơ thể, biểu cảm của chúng. Điều này giúp cho hành vi của một con vật cưng có vẻ tự nhiên hơn là được suy tính, và nuôi dưỡng cảm giác của một mối quan hệ giữa người dùng và thú nuôi ảo.

### Ý nghĩa thực tế
Nhằm cung cấp cảm giác thực tế cho người sử dụng, hầu hết thú nuôi ảo đều có trình độ nhất định của tính tự chủ và không thể đoán trước. Người dùng có thể tương tác với vật nuôi và quá trình cá nhân hoá này có thể khiến cho thú nuôi trông đặc biệt hơn. Cá nhân hoá làm tăng cảm giác về trách nhiệm đối với thú cưng cho người sử dụng. Ví dụ, nếu một Tamagotchi không sử dụng trong thời gian đủ dài thì nó sẽ "chết".

### Tính tương tác

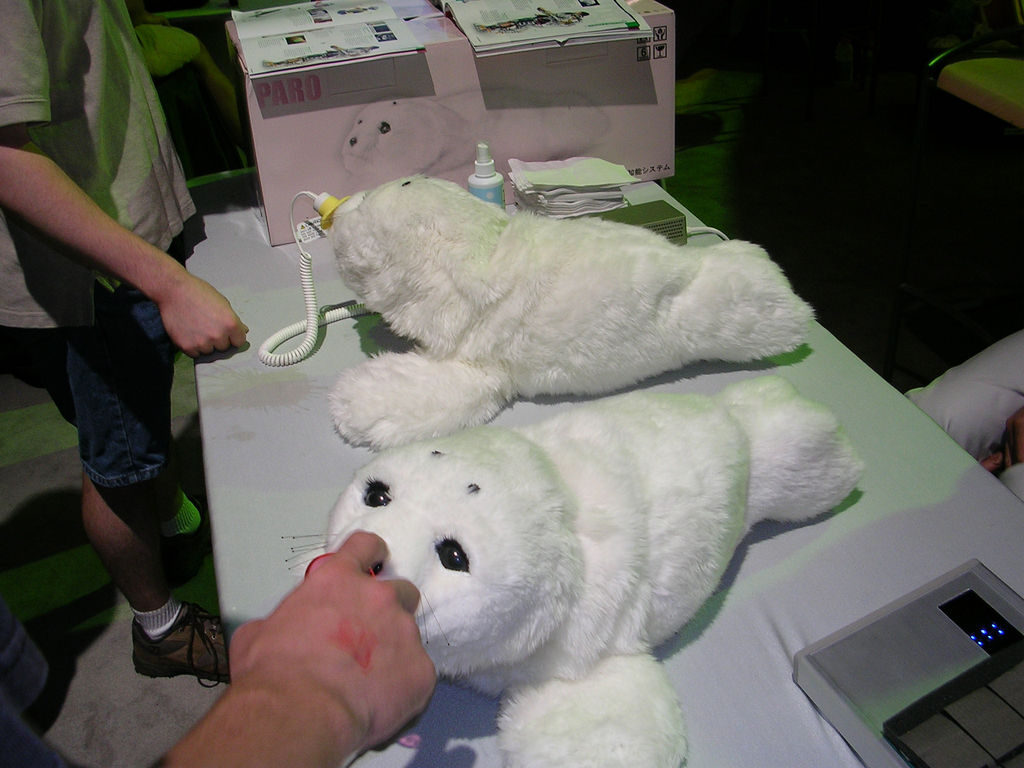
Hải cẩu điện tử Paro

Nhằm gia tăng tính cá nhân của người dùng kèm theo thú cưng, vật nuôi tương tác với người sử dụng. Tính tương tác có thể được phân thành hai loại: ngắn hạn và dài hạn.
Tương tác ngắn hạn bao gồm sự tương tác trực tiếp hoặc hành động với phản ứng từ thú cưng.  Ví dụ: "chạm" vào một con thú nuôi với trỏ chuột và vật nuôi sẽ đưa ra một phản ứng trực tiếp tới "việc va chạm".
Tương tác dài hạn bao gồm hành động có ảnh hưởng đến sự phát triển, hành vi hoặc tuổi thọ của vật nuôi. Ví dụ, đào tạo một con thú cưng có thể có tác dụng tốt về hành vi của nó. Tương tác dài hạn khá là quan trọng đối với một cảm giác thực tế là người dùng sẽ nghĩ rằng anh ta có một số ảnh hưởng lâu dài đối với thú cưng của mình.
Hai loại tương tác thường được kết hợp. Huấn luyện (tương tác dài hạn) có thể xảy ra thông qua việc tiếp tục tương tác ngắn hạn. Tương tự như vậy, chơi đùa với vật nuôi (tương tác ngắn hạn) có thể, nếu tiếp tục trong thời gian dài, khiến cho thú cưng lạc quan hơn.

### Ví dụ về các tính năng phổ biến
1. Phản ứng gọi
2. Phản ứng chạm
3. Huấn luyện thú nuôi
4. Chơi đùa với thú nuôi
5. Mặc quần áo cho thú nuôi
6. Thi đấu hoặc thử thách giữa các thú nuôi
7. Gặp gỡ thú nuôi khác
8. Phàn nàn khi nó cần được chăm sóc

## Khái quát các tình huống không phải thú nuôi
Nhiều thứ trong số các tính năng phổ biến của thú nuôi ảo có mặt trong một số trò chơi tìm cách để đại diện cho một cái gì đó khác hơn là một con vật cưng. Ví dụ, tính tương tác ngắn hạn và dài hạn của thú nuôi ảo hiện diện trong trò Derby Owners Club (đua ngựa) và The Idolmaster (thần tượng nhạc pop). Một game như vậy đôi khi được gọi là thể loại mô phỏng nuôi, tức là dạng game mô phỏng việc nuôi nấng thú cưng mà không có thú cưng.